# Sääsküla (Luunja)
Sääsküla is een plaats in de Estlandse gemeente Luunja, provincie Tartumaa. De plaats heeft de status van dorp (Estisch: küla) en telt 44 inwoners (2021).

## Geschiedenis
Sääsküla werd voor het eerst genoemd in 1582 onder de naam Saskula. Het dorp lag op het terrein van het landgoed van Luunja.
In 1977 werd het buurdorp Saksa bij Sääsküla gevoegd.